# Giacomo Battiato
Giacomo Battiato (Verona, 18 de outubro de 1943) é um cineasta e escritor italiano. Em 1996 publicou seu primeiro romance, Fuori dal cielo.

## Carreira
Nascido em Verona, Giacomo Battiato iniciou sua carreira em 1973 na emissora de TV italiana RAI. Dez anos depois começou no cinema com I paladini. Seu primeiro livro, Fuori dal cielo (1996), ganhou o Prêmio Domenico Rea. Dirigiu dois filmes de não ficção sobre o Papa João Paulo II: Karol, un uomo diventato Papa (2005) e Karol, un papa rimasto uomo (2006).

## Filmografia
- Dentro la casa della vecchia signora (1973) (Telefilme)
- Il marsigliese (1975)
- A Classy Crime (1977) (telefilme)
- Il giorno dei cristalli (1978) (Telefilme)
- Martin Eden (1979) (TV)
- Colomba (1981) (Telefilme)
- Hearts and Armour (1983)
- Blood Ties (1986)
- Stradivari (1989)
- A Violent Life (1990)
- Diary of a Rapist (1995)
- La piovra(1997-1998) (TV)
- The Young Casanova (TV) (2001)
- Entrusted (TV) (2003)
- Karol, A Man Who Became Pope (TV) (2005)
- Karol, The Pope, The Man (TV) (2006)
- Resolution 819 (2008)
- L'Infiltré (2010)
- Max e Hélène (2015)
- The Name of the Rose (2019)